# Sinthiou Bara
Nabadji  Mbal est un village du Sénégal, situé dans la région de Matam dans la communauté rurale de Nabadji Civol.
Il s'agit d'un site protohistorique.